# Arabis margaritae
Arabis margaritae là một loài thực vật có hoa trong họ Cải. Loài này được Talavera mô tả khoa học đầu tiên năm 1992.